# Алексеєнко Андрій Анатолійович
Андрій Анатолійович Алексеєнко (рос. Андрей Анатольевич Алексеенко, нар. 23 квітня 1978, Новопокровська, Краснодарський край, РФ) — російський політик, міський голова Краснодара (листопад 2021 — серпень 2022). Очільник «ради міністрів» на окупованій частині Харківської області (19 серпня 2022 — 10 вересня 2022). З 25 листопада 2022 року — голова «уряду» на окупованій частині Херсонської області.

## Життєпис
Народився на Кубані. Закінчив Кубанський державний аграрний університет за спеціальностями «промислове та цивільне будівництво», «фінанси і кредит». Кандидат економічних наук.
Трудову діяльність розпочав у 1996 році — працював помічником майстра з ремонту, садівником, штукатуром-маляром, інспектором служби безпеки. У 2006—2007 роках був заступником генерального директора ТОВ «Діон-А». Має досвід роботи в мерії Краснодара на посаді заступника голови Туапсинського району. З 2015 року — заступник голови регіону по питаннях паливно-енергетичного комплексу та житлово-комунального господарства, з 2017 року — перший заступник голови адміністрації (губернатора) Краснодарського краю. Нагороджений медаллю «За видатний внесок у розвиток Краснодарського краю». Президент Федерації волейболу Краснодарського краю.
З 21 жовтня 2021 року — в. о. міського голови Краснодара.
17 листопада 2021 року на 23-ому засіданні міської Думи Краснодара 7-го скликання обраний міським головою Краснодара.

### Російсько-українська війна
Після початку повномасштабного російського вторгнення в Україну губернатор Краснодарського краю Веніамін Кондратьєв призначив Алексеєнко координатором програми шефства Краснодарського краю над окупованими частинами Харківської області. Відтоді Алеєксєнко декілька разів відвідував захоплені території з гуманітарними колонами, а також підписав документ про підтримку військкоматів у наборі «добровольців» на війну проти України.
В травні 2022 року повідомлялось про плани призначення Алексеєнка на посаду «голови уряду» на окупованій частині Херсонської області.
16 серпня 2022 року з'явились повідомлення ЗМІ, відповідно до яких Алексеєнко найближчим часом очолить російську адміністрацію на окупованій частині Харківської області.
17 серпня 2022 Алексєєнко став фігурантом бази даних центру «Миротворець».
18 серпня 2022 року подав заяву про звільнення з посади міського голови Краснодара за власним бажанням у зв'язку з «переходом на іншу роботу».
19 серпня 2022 року депутати міської Думи Краснодара проголосували за відставку Алексеєнко з посади міського голови.
19 серпня 2022 року Віталій Ганчев підписав указ про призначення Алексеєнко головою так званої «ради міністрів» на окупованій частині Харківської області.
10 вересня 2022 року Міноборони РФ оголосило про залишення районів Харківської області. За інформацією журналістів Алексєнко повернувся до Росії наступного дня.
25 листопада Алексеєнко було призначено головою адміністрації окупованої частини Херсонської області. Він змінив на цьому посту Сергія Єлісєєва, який виконував обов'язки голови з 5 липня 2022 року.

## Скандали
В грудні 2021 року Слідчий комітет РФ порушив стосовно Алексеєнка кримінальну справу зі звинуваченням в отриманні в 2018 році хабара в особливо великому розмірі. За версією слідства, один із забудовників передав чиновникові рушницю вартістю 1,6 млн руб., а за це Алексеєнко забезпечив видачу висновку про відповідність багатоквартирного будинку будівельним нормам. Через декілька тижнів прокурор Краснодарського краю Сергій Табельський повідомив, що справу передано для розслідування в центральний апарат. В травні 2022 року Табельський підтвердив ЗМІ, що справа досі ведеться. За даними газети Коммерсантъ, станом на серпень 2022 року справа досі не закрита, Алексеєнко визнає факт отримання дорогої зброї, але запевняє, що це був подарунок на його день народження.